# 安藤吉光
安藤 吉光（あんどう よしみつ、1908年5月24日 - 1984年5月14日）は、昭和時代の日本の外交官。

## 経歴
東京に生まれる。1931年東京帝大法学部法律学科卒、住友銀行入社。1934年外交官試験に合格し、外務省入省。米国書記生、中華民国在勤、東亜局、アメリカ局勤務、1946年調査局第三課長、終戦連絡大阪事務局勤務、連絡調整中央事務局秘書課長兼総務課長、政務局総務課長等を歴任。1951年7月ワシントン日本政府在外事務所、1952年4月在アメリカ合衆国日本国大使館参事官として赴任。
その後、1953年本省審議室勤務、外務審議官、条約局参事官、アジア局参事官を経て、1957年9月在香港日本国総領事館総領事を命ぜられる。日米安保条約改定直後の1960年9月アメリカ局長となる。63年7月イラン大使、67年6月アラブ連合共和国兼リビア大使に任ぜられ、71年1月退官。同月海外移住事業団理事となり、74年7月退任、NEC顧問に就任した。1984年死去。墓所は多磨霊園。